# Erich Püschel
Erich Püschel (* 9. Oktober 1904 in Röhlinghausen; † 24. Juni 1991 in Bochum) war ein deutscher Kinderarzt und Medizinhistoriker. Er war Professor für Kinder- und Jugendmedizin und Begründer der Medizinhistorischen Sammlung der Ruhr-Universität Bochum.

## Leben
Er studierte Medizin in Münster, Königsberg, Prag und Freiburg im Breisgau. Seit 1923 war er Mitglied der Burschenschaft Alemannia Münster. 1931 erfolgte seine Promotion zum Doktor der Medizin, 1941 die Habilitation in Münster.
Von 1951 bis 1972 war er an der Landesfrauenklinik Bochum tätig, anfänglich als Leitender Arzt der Säuglingsklinik, ab 1960 nahm er die Aufgaben eines Direktors der Kinderklinik wahr. 1963 wurde ein Infektionshaus gebaut, das die bisher 135 Betten um 80 Plätze erweiterte, sowie ein Schwesternwohnheim mit 106 Plätzen fertiggestellt. Püschel war maßgeblich an der Gestaltung der Säuglings- und Kinderklinik Bochum, später Landeskinderklinik Bochum (heute Klinik für Kinder- und Jugendmedizin der Ruhr-Universität Bochum im St. Josef-Hospital) beteiligt, der er als Direktor bis 1972 vorstand.
Ab 1971 war er zusätzlich als Honorarprofessor an der Universität Düsseldorf tätig und ab 1974 als Lehrbeauftragter für die Geschichte der Medizin an der Medizinischen Fakultät der Ruhr-Universität Bochum. Zudem war er in der Arbeitsgemeinschaft Ethnomedizin aktiv.

## Medizinhistorische Sammlung
Medizinhistorische Themen interessierten Püschel bereits seit den 1940er Jahren. Zu den medizinischen Objekten aus dem 19. und 20. Jahrhundert seiner hauptsächlich aus Praxisauflösungen gewonnenen Sammlung gehören Großgeräte wie Röntgenapparate und Entwicklungsreihen medizinischer Geräte.
1990 übergab er die aus 10.000 Stücken und 5000 Büchern bestehende Sammlung an die Ruhr-Universität Bochum, bemühte sich aber weiterhin um ihren Ausbau mit dem Ziel, eine Lehrsammlung für die Studenten aufzubauen, die auch für Forschungszwecke genutzt werden konnte. Seit 1990 befindet sich die Sammlung im für universitäre Zwecke ausgebauten Malakow-Turm der ehemaligen Zeche Julius-Philipp.

## Ehrungen
1982 wurde er wegen seiner besonderen Verdienste um die Kinderheilkunde zum Ehrenmitglied der Deutschen Gesellschaft für Kinder- und Jugendmedizin gewählt. Die Ehrendoktorwürde der Ruhr-Universität Bochum wurde ihm 1984 verliehen.

## Veröffentlichungen (Auswahl)
- Der „Ethik-Kreis“ der Medizinstudenten an der Ruhr-Universität Bochum (= Medizinethische Materialien. Heft 36, ZDB-ID 1107223-4). Zentrum für Medizinische Ethik, Bochum 1989.
- als Herausgeber mit Hans-Martin Sass: Der hippokratische Eid in der Medizin und andere Dokumente medizinischer Ethik-Kreis (= Medizinethische Materialien. Heft 15). Zentrum für Medizinische Ethik, Bochum 1988.
- Die Menstruation und ihre Tabus. Ethnologie und kulturelle Bedeutung. Eine ethnomedizin-geschichtliche Übersicht. Schattauer, Stuttgart u. a. 1988, ISBN 3-7945-1180-8.
- Studien zum Gesundheitswesen bei den Wikingern. In: Medizinhistorisches Journal. Bd. 19, Nr. 4, 1984, ISSN 0025-8431, S. 312–334, Digitalisat.
- Die Seenotverbände der deutschen Luftwaffe und ihr Sanitätsdienst. 1939–1945. Aufgaben, Leistungen, Probleme (= Schriftenreihe Erfahrungen des deutschen Sanitatsdienstes im Zweiten Weltkrieg. Bd. 1). Droste, Düsseldorf 1978, ISBN 3-7700-0497-3.
- Die geschichtliche Bedeutung des Röntgenschiffes „Misigssut“ bei der Bekämpfung der Tuberkulose in Grönland. In: Christa Habrich, Frank Marguth, Jörn Henning Wolf (Hrsg.) unter Mitarbeit von Renate Wittern: Medizinische Diagnostik in Geschichte und Gegenwart. Festschrift für Heinz Goerke zum sechzigsten Geburtstag. München 1978 (= Neue Münchner Beiträge zur Geschichte der Medizin und Naturwissenschaften: Medizinhistorische Reihe. Band 7/8), ISBN 3-87239-046-5, S. 529–538.
- 75 Jahre Kinderheilkunde in Rheinland und Westfalen. Die Geschichte der Vereinigung Rheinisch-Westfälischer Kinderärzte 1900–1975 (= Düsseldorfer Arbeiten zur Geschichte der Medizin. Beihefte. 4, ZDB-ID 503218-0). Triltsch, Düsseldorf 1975.
- mit Irmgard Müller: Die „Sanitätskiste“, Cista militaris oder „Feldkast“ des Wilhelm Fabry aus Hilden (1560–1634). In: Deutsche Apotheker-Zeitung. Bd. 113, 1973, ISSN 0011-9857, S. 147–149, S. 171–176, S. 339–342.
- Alte volksmedizinische Gegenstände im Nationalmuseum von Reykjavík, Island. In: Medizinhistorisches Journal. Bd. 8, H. 2/3, 1973, S. 236–243, Digitalisat.
- Die Hilfe der deutschen Caritas für Vertriebene und Flüchtlinge nach dem zweiten Weltkrieg. (1945–1966). Deutscher Caritasverband e. V., Freiburg (Breisgau) 1972.
- Mißbildungen der Gliedmaßen. Kasuistik und Entstehungstheorien. Eine medizingeschichtliche Betrachtung. Schattauer, Stuttgart u. a. 1970.
- Untersuchungen über die Verbreitung einer epidemischen Krankheit in Westfalen. Der Englische Schweiß des Jahres 1529. In: Westfälische Forschungen. Zeitschrift des LWL-Instituts für Westfälische Regionalgeschichte. Bd. 10, 1957, ISSN 0083-9027, S. 57–63.
- Biologiemethodik. Materialien zur Methodik des Biologieunterrichts in der Hilfsschule. 5 Bände. VEB Verlag Volk und Wissen, Berlin 1962–1967.
- Vergangenheit und Gegenwart des oberhessischen Textil-Gewerbes. Gießen 1924 (Phil. Dissertation).